# NGC 488
NGC 488 este o galaxie spirală situată în constelația Peștii. A fost descoperită în 13 decembrie 1784 de către William Herschel. De asemenea, a fost observată încă o dată de către John Herschel.